# Глазные капли

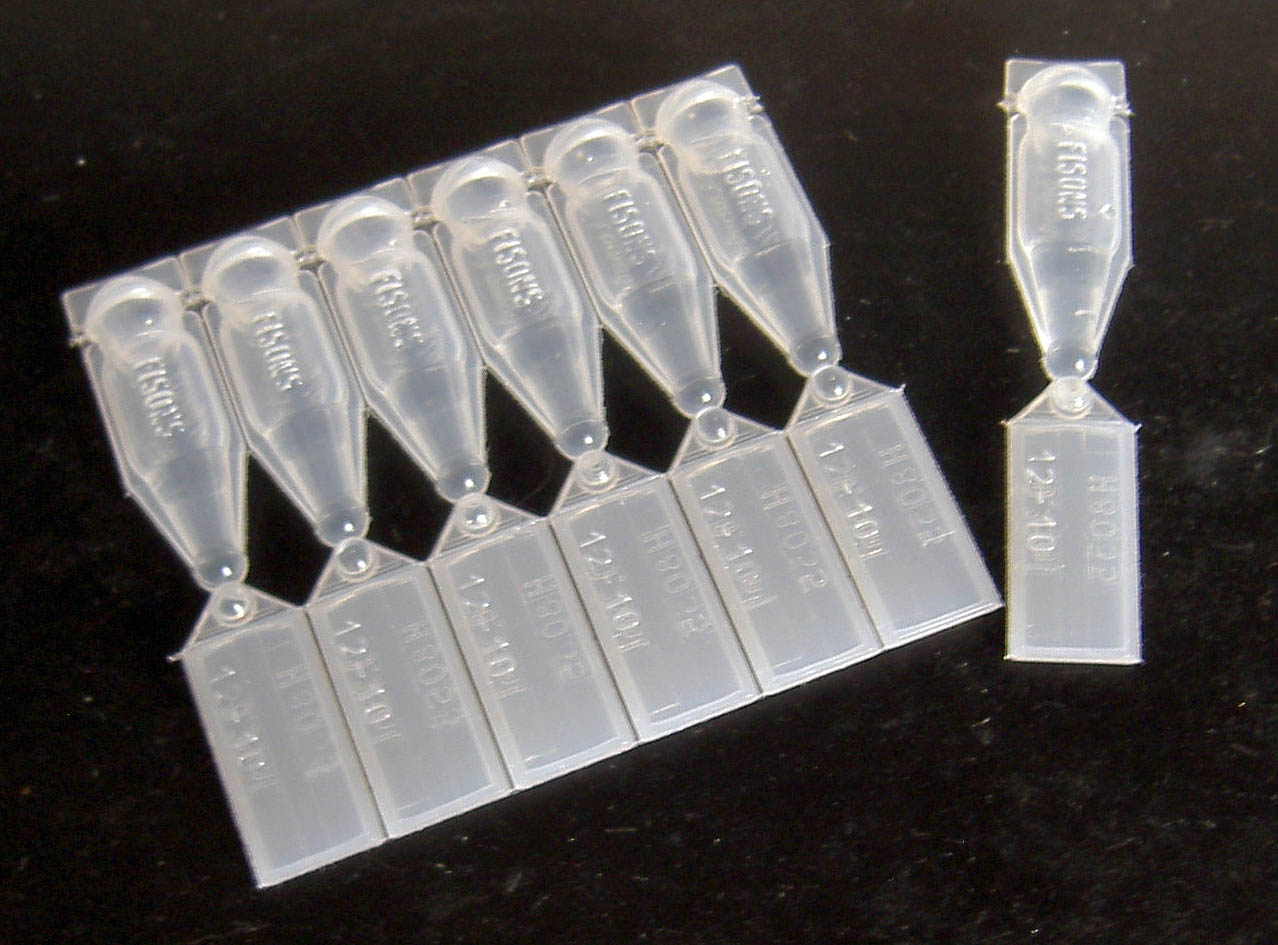
Глазные капли в одноразовой упаковке

Глазные капли — изотонические растворы, применяемые путём закапывания в глаза.
В зависимости от того, для лечения какого заболевания они применяются, они могут содержать лекарственные средства, либо только смачивающие или выполняющие функции слезы растворы.

## Срок хранения
Фармацевты рекомендуют утилизировать большинство типов глазных капель через 28 дней, поскольку они стабильны в растворе только на протяжении 28 дней.

## Применение в офтальмологии
Пациенты могут распознать различные фармакологические классы глазных капель по их упаковкам разного цвета. Например, цвет упаковки капель для расширения зрачков отличается от цвета упаковки капель от аллергии.
Лечение сухости глаз
Существует большое разнообразие глазных капель, представляющих собой искусственную слезу, которые обеспечивают разные подходы к заживлению поверхности. Различают типы, отличающиеся содержанием бикарбонат-ионов, гипотоничностью, вязкостью и не содержащие консервантов. Они все действуют по-разному и, следовательно, нужно попробовать разные искусственные слёзы, чтобы найти дающие наилучший результат. У этих капель есть несколько общих названий: «искусственная слеза», «капли комфортности», «увлажняющие капли».

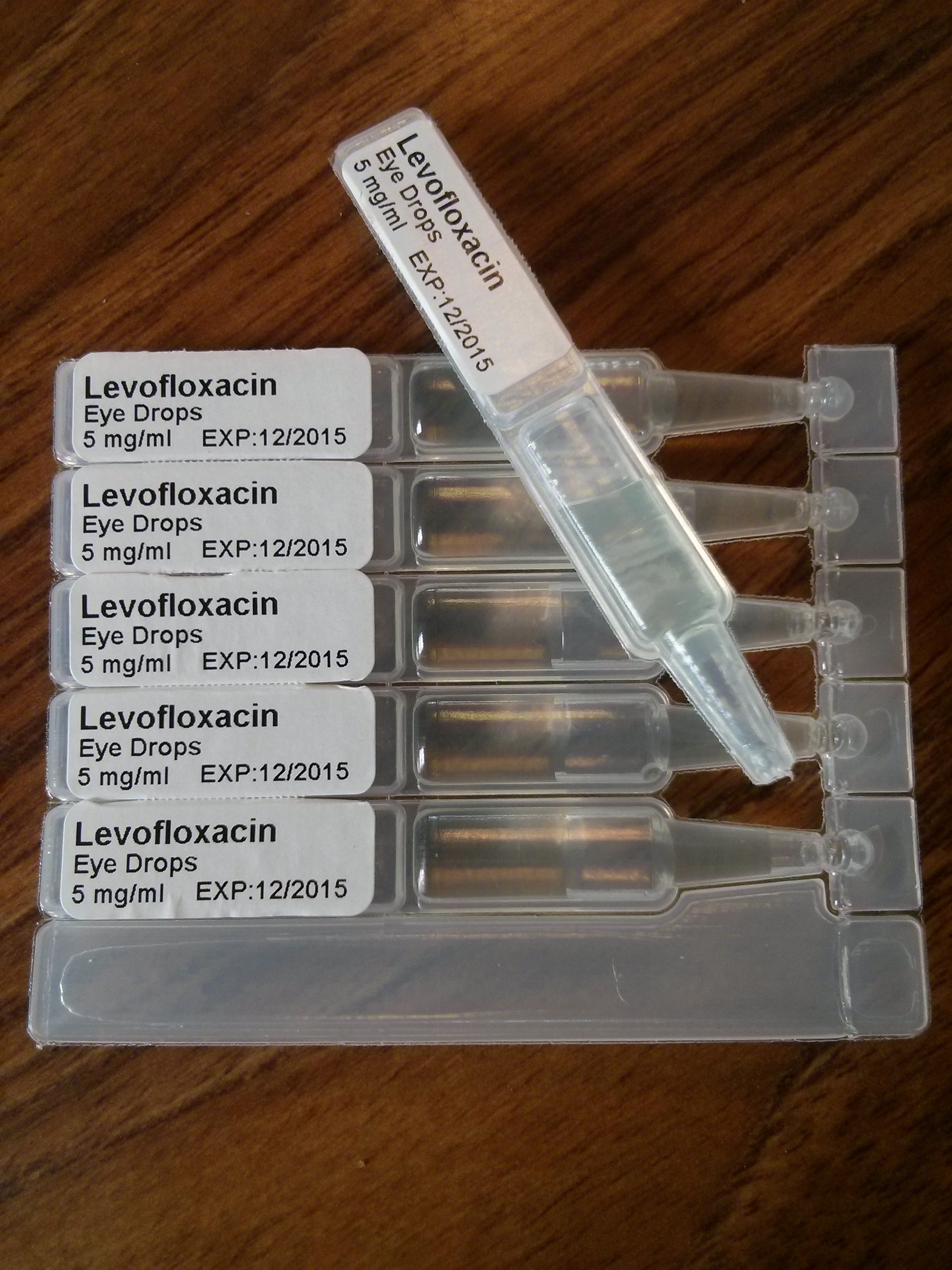
Капли с левофлоксацином

Глазные капли, содержащие стероиды и антибиотики
Глазные капли, содержащие стероиды и антибиотики, используются для лечения глазных инфекций. Они также обладают профилактическими свойствами и используются для предотвращения инфекций после операций на глазах. Их следует непрерывно использовать на протяжении всего назначенного периода времени. Инфекция может рецидивировать, если прекратить использование лекарственного препарата.
Глазные капли для лечения глаукомы
Глазные капли, использующиеся для оказания помощи при глаукоме, способствуют лучшему оттоку глазной жидкости и снижают количество жидкости, производимой глазом, что снижает глазное давление. Они классифицируются по входящему в их состав активному ингредиенту и включают: аналоги простагландина, бета-адреноблокаторов, агонистов альфа-рецепторов и ингибиторов карбоангидразы. Также для пациентов, нуждающихся в более чем одной лекарственной субстанции, доступны комбинированные лекарственные препараты.
Глазные капли для облегчения аллергии глаз
Некоторые глазные капли могут содержать антигистаминные препараты или Нестероидные противовоспалительные препараты, подавляющие ответы тучных клеток конъюнктивы на аллергены, включая (помимо прочего) взвешенные в воздухе частицы пыли.
Глазные капли от покраснения глаз или конъюнктивита
Содержащие антибиотики глазные капли назначают при конъюнктивите, вызванном бактериями, но не при конъюнктивите, вызванном вирусом. В случае аллергического конъюнктивита искусственные слезы могут способствовать разбавлению раздражающих аллергенов, присутствующих в слёзной пленке.
Капли для расширения зрачков
Такие капли максимально расширяют зрачок глаза, чтобы обеспечить офтальмологу наилучший обзор внутри глазного яблока за радужной оболочкой. После применения в солнечную погоду они могут вызывать ослепление светом и светобоязнь, пока не пройдёт действие расширяющего зрачок лекарственного вещества.
В России «Тропикамид» (Tropicamide), глазные капли, расширяющие зрачок, в некоторой степени используется как доступный легкий наркотик. Подобно другим антихолинергетикам, принимаемым в качестве наркотиков, тропикамид действует как агент, вызывающий бред. По утверждению одного корреспондента, при его введении путём внутривенной инъекции, как это и происходит наиболее часто, препарат часто «провоцирует суицидальные настроения».
Инъекционное/офтальмологическое введение лекарственного средства
Глазные капли с солевым раствором для шприцев (например, Wallace Cameron Ultra Saline Minipod) распространяются по современной программе обмена шприцев, поскольку их можно эффективно использовать путём как инъекционного, так и офтальмологического (если лекарственное вещество высокоактивно в малых дозах) введения, что сравнимо с внутривенным использованием; например, выведение кислоты латанопроста из плазмы происходит быстро (период полувыведения составляет 17 минут) как после офтальмологического, так и после внутривенного введения.
Глазные капли для устранения эффекта сухого глаза
Препараты гиалуроновой кислоты, такие как Хило-Комод, широко применяются для устранения эффекта «сухого глаза».

## Побочные эффекты

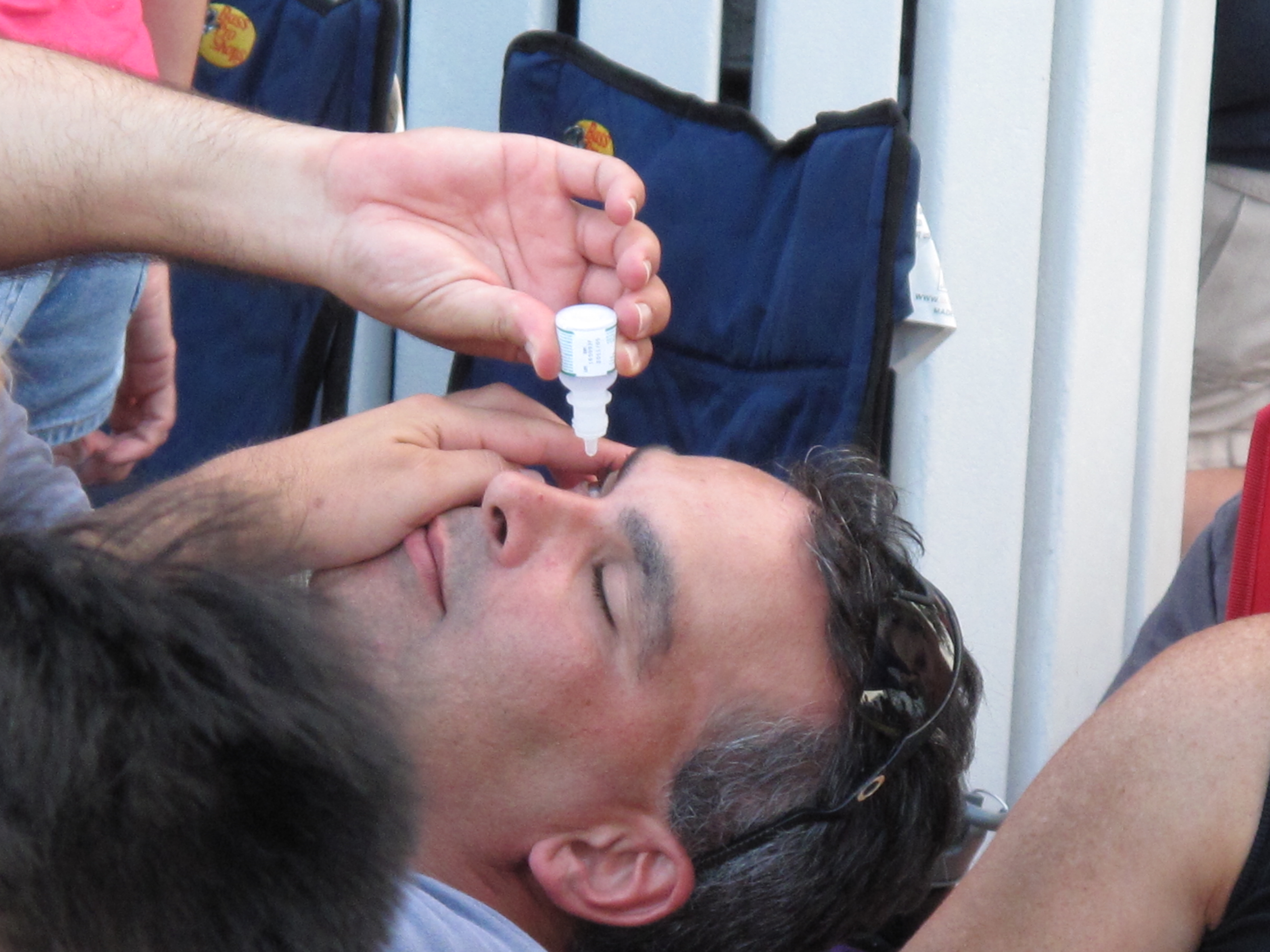
Мужчина, закапывающий капли в глаза

Глазные капли, содержащие стероиды и антибиотики, могут вызвать покалывание на протяжении одной или двух минут при первом применении. Если покалывание не исчезает, следует обратиться за медицинской консультацией. Также следует информировать своего врача, если произошли изменения зрения или если при применении капель с хлорамфениколом наблюдаются неослабевающие боль в горле, лихорадка, легко возникающие кровотечения или кровоподтеки. Пациент также должен быть осведомлен о таких симптомах аллергической реакции как сыпь, зуд, отек, головокружение и затруднённое дыхание.
Аналоги простагландина могут вызывать изменения цвета радужной оболочки и кожи век, роста ресниц, покалывание, расфокусированное зрение, покраснение глаз, зуд и жжение. Побочные эффекты бета-блокаторов включают пониженное кровяное давление, пониженную частоту пульса, утомляемость, одышку и, в редких случаях, снижение полового влечения и депрессию. Агонисты альфа-рецепторов могут вызывать жжение или покалывание, утомляемость, головную боль, сонливость, сухость во рту и носу, а также они имеют более высокую вероятность возникновения аллергической реакции. Ингибиторы карбоангидразы могут вызывать покалывание, жжение и чувство дискомфорта в глазах.
Смазывающие глазные капли могут вызвать некоторые побочные эффекты, и при возникновении боли в глазах или изменений зрения следует проконсультироваться с врачом. Кроме того, в случае если появляется покраснение, не проходящее через 3 дня, следует немедленно проконсультироваться с врачом.

## Другие области применения
Капельницы также часто применяются при создании акварелей.